# Anna Berecz
Anna Berecz (* 4. September 1988 in Budapest) ist eine ungarische alpine Skirennfahrerin. Sie nahm mehrmals an Alpinen Skiweltmeisterschaften und zweimal an Olympischen Winterspielen teil.

## Werdegang
Erstmals nahm sie 2007 an den Alpinen Skiweltmeisterschaften teil. Bei den 39. Alpinen Skiweltmeisterschaften in Are startete sie im Slalom und im Riesenslalom. Sowohl im Slalom als auch im Riesenslalom verpasste sie als 42. beziehungsweise 53. den Finaldurchgang. Zwei Jahre später startete sie bei den 40. Alpinen Skiweltmeisterschaften in Val-d’Isère neben dem Slalom und dem Riesenslalom auch im Super-G. Während sie im Slalomwettbewerb im ersten Durchgang ausschied, belegte sie im Riesenslalom den 39. und im Super G den 34. Platz.
Sie wurde vom Magyar Olimpiai Bizottság für die Olympischen Winterspiele 2010 in Vancouver nominiert und durfte dort in allen fünf möglichen Disziplinen starten. Während sie den Super G ohne Ergebnis abschloss, beendete sie die Alpine Kombination mit dem 27. Platz unter den ersten 30. Bei den Alpinen Skiweltmeisterschaften 2011 in Garmisch-Partenkirchen startete sie auch in allen fünf Disziplinen und konnte mit dem 27. Platz in der Alpinen Kombination ihr bestes Ergebnis verbuchen. Zwei Jahre später konnte sie bei den 42. Alpinen Skiweltmeisterschaften in Schladming keine guten Ergebnisse einfahren.
Vom Magyar Olimpiai Bizottság wurde sie auch für die Olympischen Winterspiele 2014 in Sotschi nominiert. Dort konnte sie sowohl im Super G als auch in der Alpinen Kombination ihr bestes Ergebnis bei einer Großveranstaltung belegen. Den Super-G-Wettbewerb beendete sie auf dem 28. Platz und in der Alpinen Kombination belegte sie den 21. Platz. Wie in Schladming konnte sie auch bei den Alpinen Skiweltmeisterschaften 2015 in Beaver Creek keine guten Ergebnisse erreichen. Nachdem sie im Jahr 2016 kein einziges internationales FIS-Rennen bestritten hatte, nahm sie im Jahr 2017 wieder an Rennen der Fédération Internationale de Ski teil.